# Gyeongnam Football Club
El Gyeongnam Football Club és un club de futbol sud-coreà de la ciutat de Changwon, a la província de Gyeongsangnam-do.

## Història
El club va ser fundat l'any 2005 i ingressà a la K-League l'any 2006.

## Palmarès
Sense títols destacats

## Futbolistes destacats
- Kim Do-Keun
- Shin Byung-Ho
- Jung Kyung-Ho
- Kim Jin-Yong
- Kim Dong-Chan
- Kim Sung-Kil
- Jung Yoon-Sung
- Seo Sang-Min
- Park Jae-Hong
- Kim Byung-Ji
- Kim Dong-Hyun
- Santos
- Cabore
- Popo
- Índio
- Harry
- Kazuyuki Toda

## Entrenadors
| Nom           | Inici | Fi      |
| ------------- | ----- | ------- |
| Park Hang-Seo | 2005  | 2007    |
| Cho Kwang-Rae | 2007  | Present |